# Sharon (condado de Norfolk, Massachusetts)
Sharon é um lugar designado pelo censo localizado no condado de Norfolk no estado estadounidense de Massachusetts. No Censo de 2010 tinha uma população de 5.658 habitantes e uma densidade populacional de 720,74 pessoas por km².

## Geografia
Sharon encontra-se localizado nas coordenadas 42° 07′ 03″ N, 71° 11′ 10″ O. Segundo a Departamento do Censo dos Estados Unidos, Sharon tem uma superfície total de 7.85 km², da qual 7.75 km² correspondem a terra firme e (1.29%) 0.1 km² é água.

## Demografia
Segundo o censo de 2010, tinha 5.658 pessoas residindo em Sharon. A densidade populacional era de 720,74 hab./km². Dos 5.658 habitantes, Sharon estava composto pelo 87.52% brancos, o 3.23% eram afroamericanos, o 0.05% eram amerindios, o 6.95% eram asiáticos, o 0% eram insulares do Pacífico, o 0.53% eram de outras raças e o 1.71% pertenciam a duas ou mais raças. Do total da população o 1.87% eram hispanos ou latinos de qualquer raça.